# Battaglia di Tehumardi
La battaglia di Tehumardi (in estone: Tehumardi öölahing, in russo: Бой у Техумарди, in tedesco Schlacht von Tehumardi) fu una battaglia parte dell'Operazione Moonsund durante la Seconda guerra mondiale che vide contrapposte le truppe di occupazione della Germania nazista e l'Armata Rossa. Fu uno degli scontri più brutali avvenuti nel corso dei combattimenti sull'isola estone di Saaremaa.

## Antefatto
L'operazione Moonsund, il cui scopo era quello di riprendere il controllo delle isole estoni da parte dei sovietici, ebbe inizio il 29 settembre 1944. L'isola di Muhu e quella di Hiiumaa caddero senza opporre resistenza all'avanzata dell'Armata Rossa. Il 5 ottobre i sovietici sbarcarono a Saaremaa. Invertendo i ruoli rispetto all'invasione tedesca del 1941, l'esercito nazista decise di ritirarsi sulla penisola di Sõrve.

## Forze tedesche
Due battaglioni di fanteria del 67º reggimento granatieri di Potsdam della 23ª divisione di fanteria della Wehrmacht si trovavano assestati in posizione difensiva sul fiume Nasva, appena ad ovest di Kuressaare. Entrambi i battaglioni facevano parte del Kampfgruppe Eulenburg, la maggior parte del quale aveva già preso posizione nella penisola di Sõrve. Il primo e il secondo battaglione erano comandati rispettivamente dai capitani H. Ulrichs e Klaus Ritter. Insieme, i battaglioni ridotti contavano circa 700-750 uomini. Poiché non erano in grado di comunicare con la loro unità madre e si sentivano sempre più isolati, verso la mezzanotte dell'8 ottobre i due battaglioni presero la decisione di ripiegare su Sõrve.

## Forze sovietiche
Nel frattempo, aggirando la posizione tedesca sul fiume Nasva, le unità sovietiche si erano spostate a sud per occupare una posizione a cavallo della strada principale che conduceva alla penisola. Le truppe appartenevano al 307º battaglione anticarro della 249ª divisione fucilieri estone, per un totale di 370 uomini comandati dal maggiore Miller. Più tardi quella sera, furono raggiunti dal 1º battaglione del 917º reggimento, circa 300 uomini comandati dal maggiore Karaulnov, giunti da una strada secondaria che conduceva al piccolo villaggio di Tehumardi, proprio prima del collo di bottiglia della penisola. Molti dei soldati delle unità sovietiche erano estoni arruolati forzatamente nell'esercito sovietico. A causa della mancanza di una ricognizione preliminare, i sovietici non erano a conoscenza del ritiro delle unità tedesche, che proprio in quel momento si trovavano in transito nella medesima area.

## La battaglia

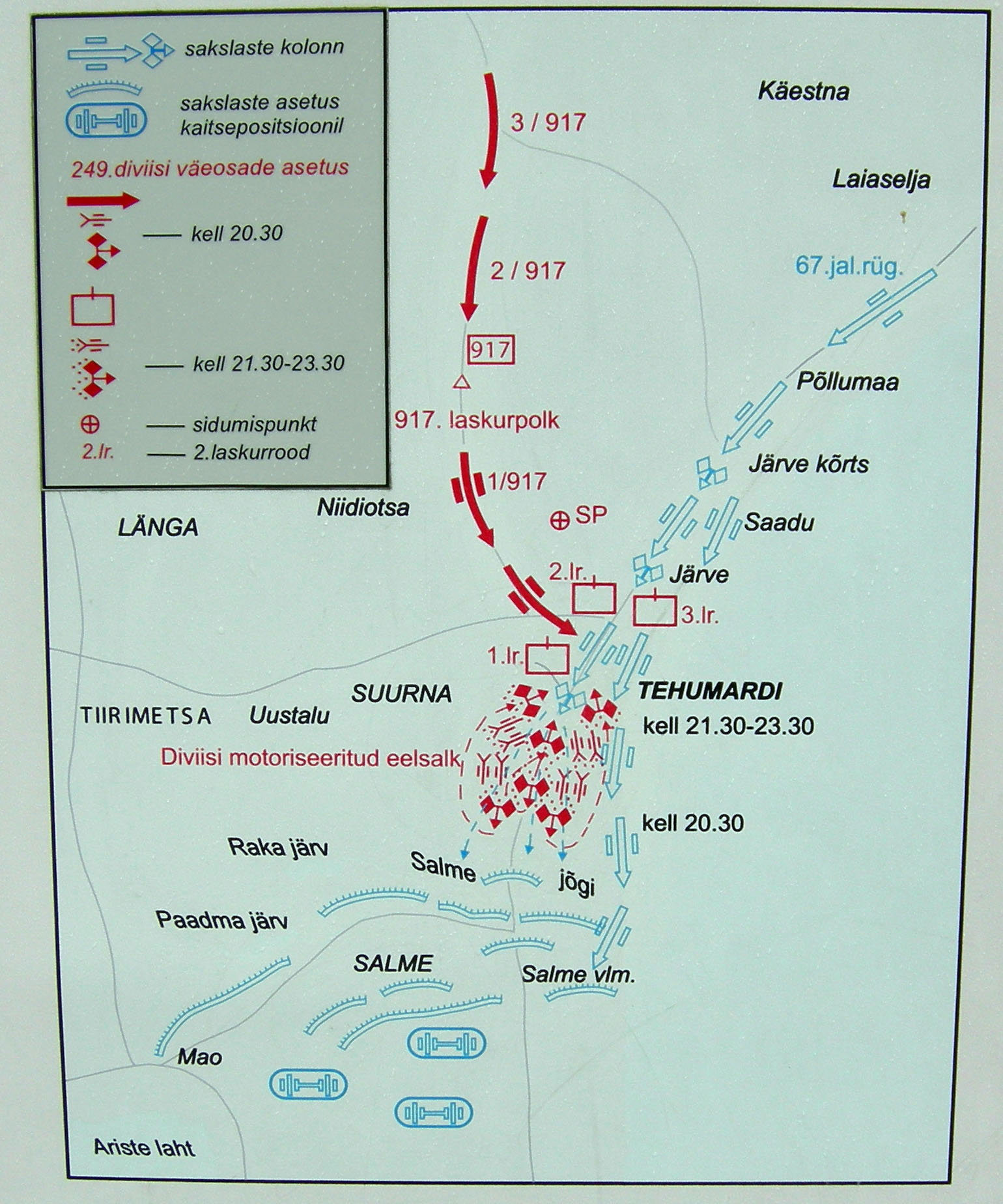
La battaglia. Le truppe tedesche sono evidenziate in blu, quelle sovietiche in rosso.

La paura dei tedeschi di essere in ritardo e isolati si dimostrò presto corretta, poiché l'unica strada stata pesantemente danneggiata da altre unità in ritirata. Per superare l'ostacolo, i veicoli tedeschi vennero lentamente spinti in avanti con l'aiuto di un carro armato leggero di fabbricazione statunitense M3 Stuart, recentemente catturato.
Sospettando una presenza nemica, ai soldati tedeschi fu ordinato di rimanere il più silenziosi possibile, nel tentativo di sfondare le posizioni nemiche con un attacco improvviso. I due battaglioni si divisero: il 1° si muoveva lungo la costa, mentre il 2° si spostava parallelamente lungo la strada principale, distante circa 200 metri.
Ben presto il 2º battaglione si trovò a marciare fianco a fianco con un'unità sovietica. Inizialmente i sovietici credettero si trattasse di parte del loro stesso esercito e diedero via libera: lo scontro ebbe inizio dopo il lancio di alcuni razzi segnaletici da ambo le parti.
Il 1º battaglione del 917º reggimento dell'Armata Rossa, fu rapidamente sopraffatto: lo scontro vero e proprio si ebbe soltanto dopo che il 2º battaglione tedesco si trovò a dover oltrepassare le postazioni anticarro sovietiche. La battaglia degenerò in un caotico combattimento corpo a corpo nell'oscurità, con pesanti perdite da entrambe le parti, ma i tedeschi riuscirono ad avere la meglio e a sfondare lo sbarramento. La loro azione tenne occupati i sovietici e permise al 1º battaglione, che avanzava lungo la costa, di evitare lo scontro e di non subire perdite.

## Conseguenze
La maggior parte dei tedeschi riuscì a sfondare per unirsi alla difesa della penisola di Sõrve, contando circa 200 perdite. I soldati tedeschi catturati furono fucilati, come accadde costantemente durante i combattimenti sull'isola. La maggior parte dei veicoli venne lasciata indietro, tra cui il carro armato leggero M3 Stuart e un cannone Flak semovente. Anche i sovietici registrarono circa 200 vittime e un numero imprecisato di feriti. Tra le perdite figuravano il comandante Miller, almeno un carro armato e diversi cannoni.
L'azione ritardò l'attacco sovietico alla penisola, dando ai tedeschi più tempo per migliorare le proprie difese. Ma le forze tedesche in difficoltà non potevano permettersi perdite di equipaggiamento e manodopera in questa fase della guerra. Dopo diverse settimane di aspri combattimenti, la penisola di Sõrve e l'intera isola di Saaremaa, furono evacuate dai tedeschi tra il 23 e il 24 novembre.

## Dopo la guerra

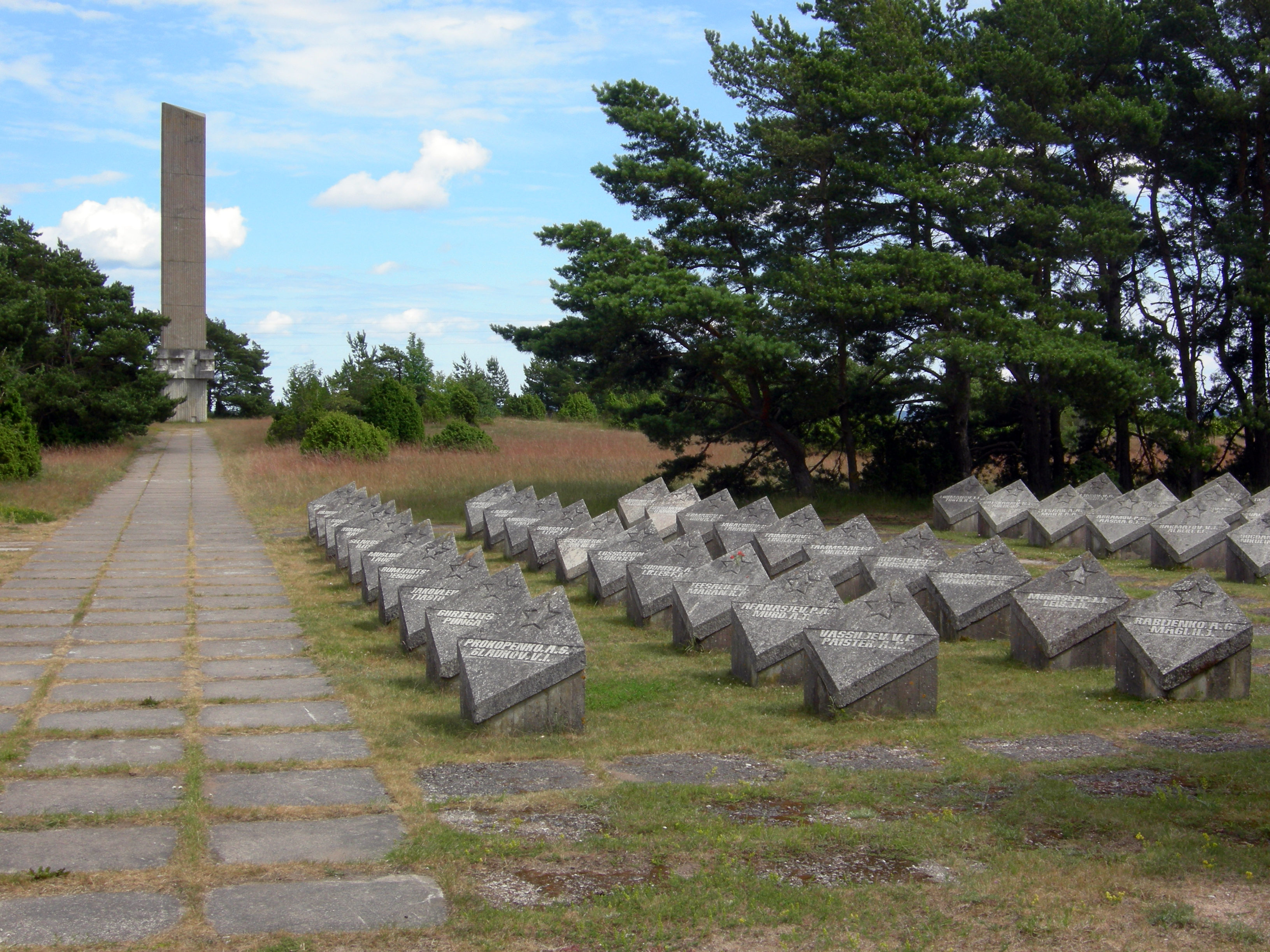
Memoriale di guerra di Tehumardi

Per commemorare la battaglia, nel 1967 i sovietici eressero un gigantesco monumento in stile sovietico a forma di spadafatto di cemento e dolomite. Nelle vicinanze sono presenti diverse massicce lastre di cemento che recano i nomi dei soldati sovietici caduti nello scontro. La maggior parte dei sovietici venne sepolta sul luogo della battaglia.